# 神戶清真寺
神戶清真寺，位於日本兵庫縣神戶市中央区中山手通，是神戶乃至日本第一所清真寺。由捷克建築師揚·約瑟·什瓦格爾（Jan Josef Švagr），以土耳其風格設計。
1928年由神戶伊斯蘭教委員會籌款興建，1935年落成。1943年時被大日本帝國海軍充公，二戰結束後已恢復宗教用途。1995年發生的神戶大地震中安然無恙，還做為居民的避難所。